# メイソン・ホルゲート
メイソン・アンソニー・ホルゲート（Mason Anthony Holgate,  1996年10月22日 - ）は、イングランド・ドンカスター出身のサッカー選手。カタール・スターズリーグ・アル・ガラファSC所属。ポジションは、ディフェンダー。サッカージャマイカ代表。

## クラブ経歴

### バーンズリー
9歳でバーンズリーFCの下部組織に入団した。2014年12月2日のフットボールリーグ1・ドンカスター・ローヴァーズFC戦でスタメン入りしトップチームデビュー。フル出場し結果は1-1のドローだった。 シーズン最終戦のロッチデールAFC戦で初ゴール。シーズン終了後、最優秀若手選手に選ばれた。
2014-15シーズンの活躍を受け、複数のプレミアリーグクラブがホルゲートに興味を示した。2015年7月、マンチェスター・ユナイテッドFCのトライアルに参加した。

### エヴァートン
2015年8月13日、エヴァートンFCに移籍する事が発表された。移籍金は200万ポンドで契約は5年。2016年8月13日、トッテナム・ホットスパーFC戦で念願のプレミアリーグデビュー。2018年1月3日のFAカップのリヴァプールFCとのマージーサイドダービーで、相手フォワードのロベルト・フィルミーノを突き飛ばしたがカードが出なかった判定が物議を醸した。さらにフィルミーノもホルゲートに人種差別的発言をしたとして調査を受けた。
2018年12月31日、ウェスト・ブロムウィッチ・アルビオンFCにシーズン終了までの期限付き移籍が発表された。
2023年8月25日、EFLチャンピオンシップのサウサンプトンFCに1シーズンローンで加入することが発表された。しかしサウサンプトンでは出場機会を得られず、2024年2月1日、プレミアリーグのシェフィールド・ユナイテッドFCにシーズン終了までのローンで加入した。リーグ戦10試合に出場したが、クラブは最下位で降格した。
2024年8月30日、1シーズンローンで再びウェスト・ブロムウィッチ・アルビオンFCに加入。
2025年6月9日、契約満了に伴いエヴァートンを退団することが発表された。

## アル・ガラファ
2025年7月16日、カタールのアル・ガラファSCに2年契約で加入した。

## 代表経歴
ホルゲート自身はイングランドで生まれ育ったが、祖父母がジャマイカ出身のため、ジャマイカ代表でプレーする権利も有していた。ユース年代はイングランド代表でプレーし、UEFA U-21欧州選手権2017などに参加した。
その後、ジャマイカ代表への鞍替えを決断。2024年10月10日、CONCACAFネーションズリーグのニカラグア戦でジャマイカ代表デビューを飾った。

## 個人成績
| クラブ       | シーズン | リーグ              | リーグ戦 | リーグ戦 | FAカップ | FAカップ | リーグカップ | リーグカップ | 欧州カップ | 欧州カップ | 通算 | 通算 |
| クラブ       | シーズン | リーグ              | 出場     | 得点     | 出場     | 得点     | 出場         | 得点         | 出場       | 得点       | 出場 | 得点 |
| ------------ | -------- | ------------------- | -------- | -------- | -------- | -------- | ------------ | ------------ | ---------- | ---------- | ---- | ---- |
| バーンズリー | 2014-15  | フットボールリーグ1 | 20       | 0        | 0        | 0        | 0            | 0            | -          | -          | 10   | 0    |
| バーンズリー | 2015-16  | フットボールリーグ1 | 0        | 0        | 0        | 0        | 0            | 0            | -          | -          | 0    | 0    |
| エヴァートン | 2016-17  | プレミアリーグ      | 18       | 0        | 1        | 0        | 2            | 0            | -          | -          | 21   | 0    |

| クラブ           | シーズン | リーグ          | リーグ戦 | リーグ戦 | 通算 | 通算 |
| クラブ           | シーズン | リーグ          | 出場     | 得点     | 出場 | 得点 |
| ---------------- | -------- | --------------- | -------- | -------- | ---- | ---- |
| エヴァートンU-23 | 2016-17  | プレミアリーグ2 | 7        | 0        | 7    | 0    |

## 代表歴
- U-21イングランド代表
  - 2017年 - UEFA U-21欧州選手権（グループリーグ敗退）